# Florens-Peretolas flygplats
Florens-Peretolas flygplats (IATA: FLR, ICAO: LIRQ) (även: Amerigo Vespuccis flygplats) (italienska: Aeroporto di Firenze-Peretola) är en internationell flygplats belägen utanför staden Florens, huvudstaden för den italienska regionen Toscana. Det är den andra mest trafikerade flygplatsen i Toscana efter Pisas internationella flygplats. Flygplatsen är en fokusort för flygbolaget Vueling Airlines.